# Religija u Estoniji
Religija u Estoniji zastupljena je s nekoliko vjerskih zajednica.

## Povijest
Estonija je tradicijski kršćanska zemlja. Nešto je duže pripadala poganskim zemljama. Do pojave protestantizma pripadala je zapadnoj, Rimokatoličkoj Crkvi. Danas je većinom protestantska. Sovjetska okupacija za posljedicu je imala veliku ateizaciju društva, a zbog velikog broja doseljenih Rusa, danas je u Estoniji mnogo pravoslavnih.

## Vjerska struktura
Procjene koje navodi CIA za 2011. godinu govore o sljedećem vjerskom sastavu:
- luterani 9,9%
- pravoslavni 16,2%
- ostali kršćani: metodisti, adventisti sedmog dana, rimokatolici, pentekostalci 2,2%
- ostali 0,9%
- nikoje vjere 54,1%
- nespecificirano 16,7%

## Galerija
- Širenje kršćanstva u Europi i na Sredozemlju.
- Europa u doba velike podjele 1054. godine.
- Religija u Europi, na Sredozemlju i na Bliskom Istoku 1100.
- Religije u Europi 1560.